# Charles-Jean-Marie Degeorge
Charles-Jean-Marie Degeorge (Lyon, 31 de marzo de 1837 - París, 2 de noviembre de 1888) fue un escultor y grabador de medallas francés.

## Biografía

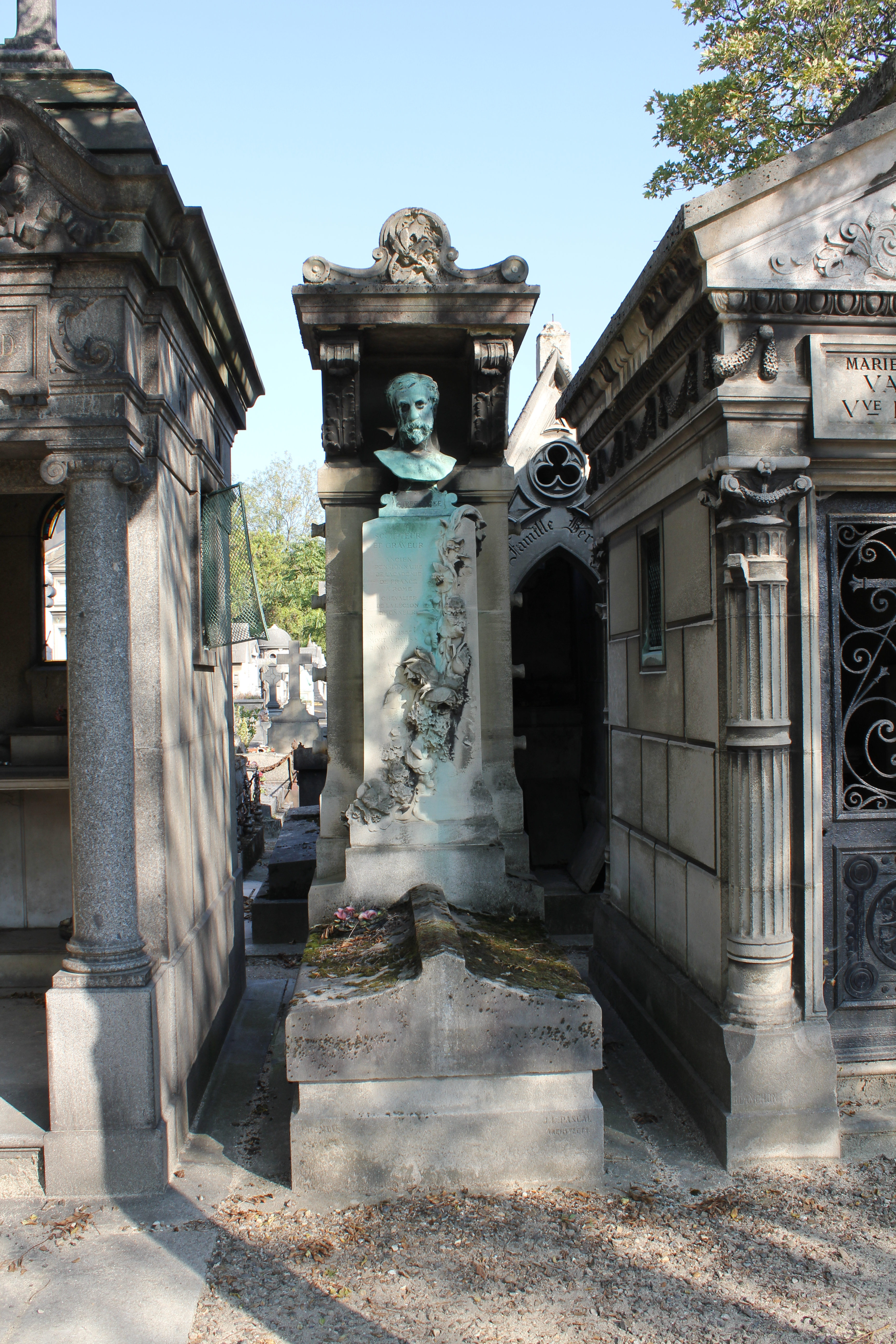
Sepultura de Charles Degeorge con un busto de bronce hecho por su amigo René de Saint-Marceaux

Charles Degeorge estudió en la Escuela de Bellas Artes de Lyon de 1853 a 1855. Luego fue a París, donde fue admitido en la Escuela de Bellas Artes en 1858. Fue alumno de Francisque Duret, Hippolyte Flandrin, François Jouffroy y Félix Chabaud.
En 1859 obtuvo un premio de figura modelada. En 1866, recibió el Primer Gran Premio de Roma de grabado de medalla y piedra, con su medallón La France protégeant l'Algérie (Francia protegiendo a Argelia), lo que lo convirtió en un medallista reconocido, gracias a la "amplitud escultórica" otorgada a sus obras de grabado.
Mantuvo durante su vida un fuerte vínculo con su ciudad natal, exponiendo regularmente en el Salón de Lyon entre 1874 y 1882. Está enterrado en París en el Cementerio del Père-Lachaise (92.ª división).

## Obras
Entre las mejores y más conocidas obras de Charles-Jean-Marie Degeorge se incluyen las siguientes:

### Medallas

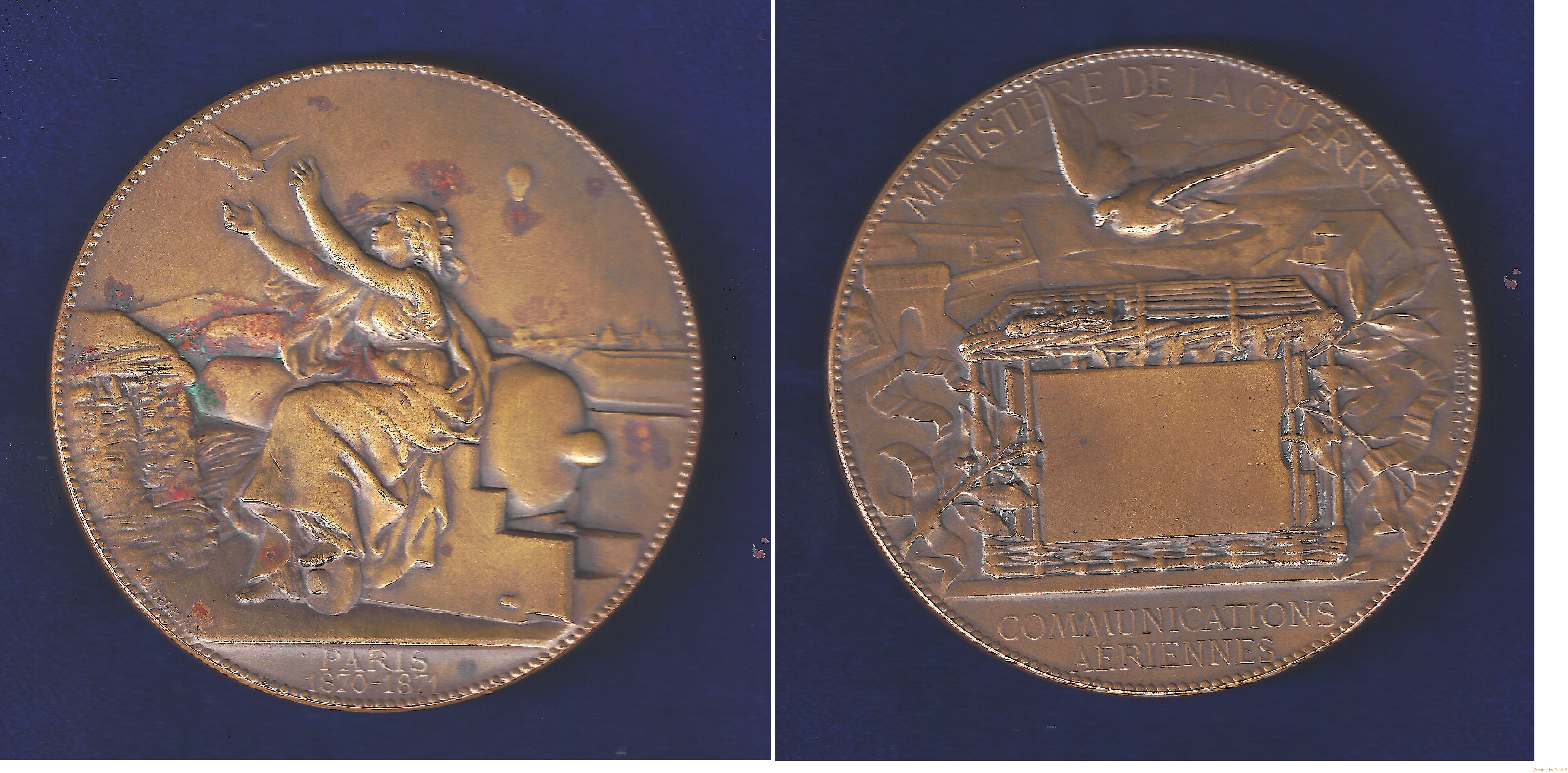
Médaille des communications aériennes du Siège de Paris (1870-1871)

Charles Degeorge continuó el grabado de medallas a lo largo de su carrera y comenzará a exhibirlas en el Salón de París desde 1864. Realizó una medalla conmemorativa por la construcción de Iglesia de Saint-Pierre-de-Montrouge en 1874, presentó en el Salón de 1877 La France éclairant et instruisant ses enfants (Francia ilumina e instruye a sus hijos), y una medalla para la Société des amis des arts de Lyon que se presentará en el Salón de 1880 y la 1883.
En el Salón, ganó un premio de segunda clase en 1872, un premio de primera clase en 1875 y una medalla de segunda clase en la Exposición Universal de 1878 en París.

### Escultura

#### Bustos
Charles Degeorge realizó varias obras de encargo por el gobierno, entre ellos un busto de mármol de Stanislas Julien, para el Ministerio de Educación pública, Cultos y Bellas Artes de 1874. También esculpió un busto de Henri Regnault que fue incorporado al monumento Regnault en la Escuela de Bellas Artes de París. Realizó un busto de Bernardino Cenci (Salón de 1870, mármol, depositado en el Museo de Bellas Artes de Lyon).

#### Estatua
Entre sus obras públicas se encuentran Las flores para la escalera del Ayuntamiento de París (mármol, encargado en 1885). También crea el grupo escultórico de La Science servie par les génies (Ciencia servido por los genios) para la fachada del edificio principal en el patio de honor de la (sitio Richelieu) Biblioteca Nacional de Francia, así como las estatuas de cuatro artistas de Lyon para la fuente de la Plaza de los Jacobinos (1886): Philibert Delorme, Gérard Audran, Guillaume Coustou e Hippolyte Flandrin.
- La juventud de Aristóteles

Su obra más famosa es La juventud de Aristóteles (c. 1875). Se presenta al filósofo como un joven muchacho medio desnudo sentado en un sillón, leyendo un rollo de pergamino con una mirada aburrida. La estatua se encuentra actualmente en el Museo de Orsay.

En La juventud de Aristóteles y Bernardino Cenci, Degeorge da vida a sus niños mediante una expresión magnética y una mirada penetrante.

Obras escultóricas de Charles Degeorge
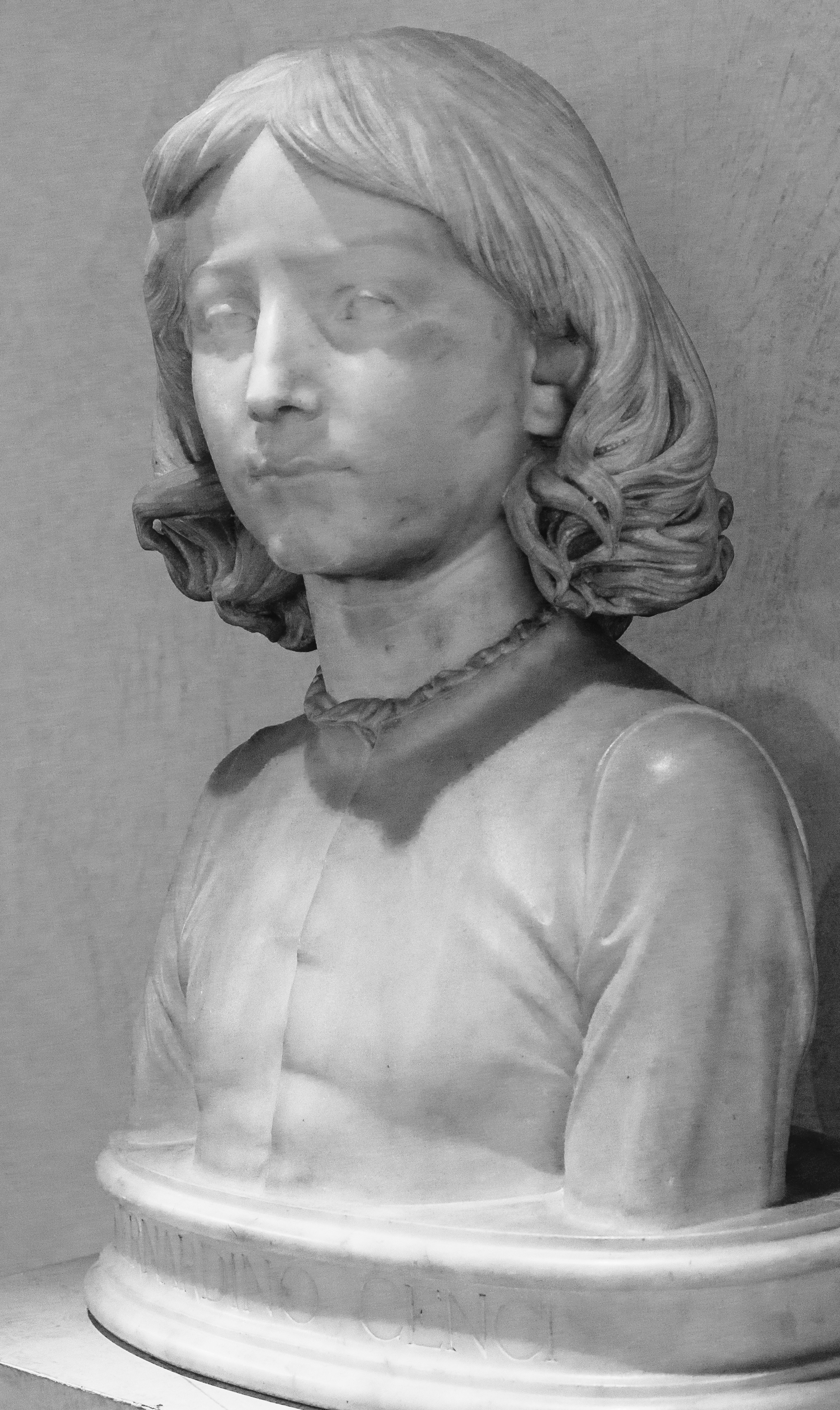
Bernardino Cenci (circa 1870), Musée des Beaux-Arts de Lyon.
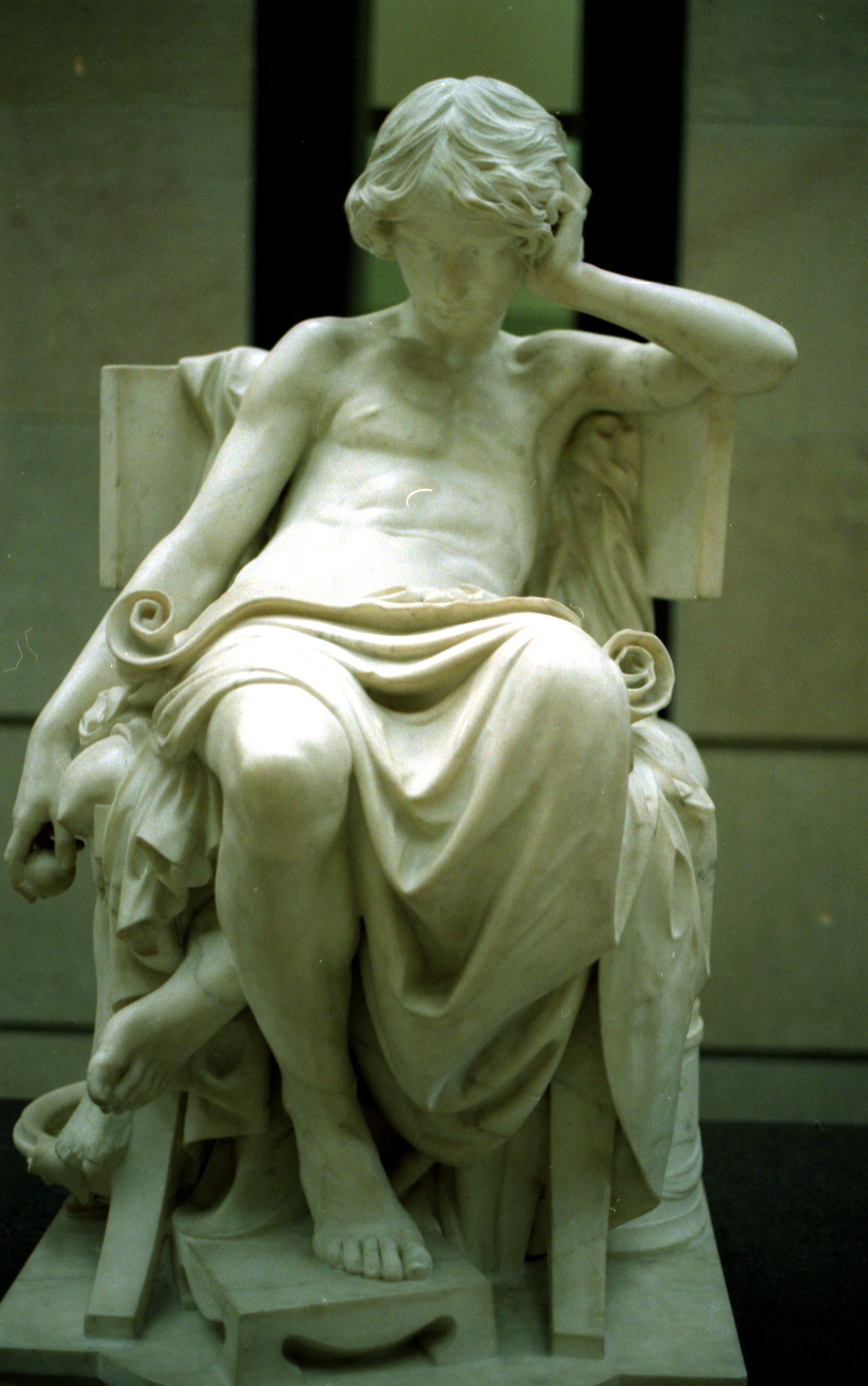
La juventud de Aristóteles (circa 1875), mármol, París, Musée d'Orsay